# Запис јасен (Двориште)
Запис јасен (Двориште) се налази на парцели чији је власник Општина Деспотовац.

## Локација
| Општина             | Деспотовац                                                                  |
| Катастарска општина | Двориште                                                                    |
| Потес               | Поље                                                                        |
| Координате          | 44° 05′ 47″ С; 21° 30′ 24″ И / 44.096299999999999° С; 21.506799999999998° И |
| Надморска висина    | 240m                                                                        |

## Карактеристике
Дендрометријске вредности утврђене на терену и сателитским снимцима:
| Стабло                     | Јасен |
| Висина стабла              | m     |
| Обим дебла                 | m     |
| Пречник крошње             | 13m   |
| Пречник дебла              | m     |
| Висина дебла до прве гране | m     |

## База записа
Запис је у оквиру Викимедија пројекта "Запис - Свето дрво" заведен под редним бројем 0435.